# امین لکومته
امین لکومته (زادهٔ ۲۶ آوریل ۱۹۹۰) بازیکن فوتبال فرانسوی‌ الاصل اهل قطر است که در پست دروازه‌بان در لیگ ستارگان قطر بازی می‌کند.

## باشگاهی
از باشگاه‌هایی که در آن بازی کرده‌است می‌توان به باشگاه فوتبال سوشو اشاره کرد.

## تیم ملی
وی همچنین در تیم ملی فوتبال قطر بازی کرده است.